# Raión de Melitópol
Raión de Melitopol (en ucraniano: Мелітопольський район) es un raión o distrito de Ucrania en el óblast de Zaporiyia. 
Comprende una superficie de 7081 km².
La capital es la ciudad de Melitopol.

## Demografía
Según estimación de 2010 contaba con una población total de 56.033 habitantes.

## Otros datos
El código KOATUU es 2323000000. El código postal 72330 y el prefijo telefónico +380 6190.